# Kafāleq
Kafāleq (persiska: كَفالِق, كَقالَق, كَفَلَغ) är en ort i Iran.   Den ligger i provinsen Östazarbaijan, i den nordvästra delen av landet, 500 km nordväst om huvudstaden Teheran. Kafāleq ligger 1 444 meter över havet och antalet invånare är 785.
Terrängen runt Kafāleq är varierad.Runt Kafāleq är det ganska glesbefolkat, med 32 invånare per kvadratkilometer. Närmaste större samhälle är Ahar, 6,2 km norr om Kafāleq. Trakten runt Kafāleq består i huvudsak av gräsmarker.